# Gare de Montpellier-Saint-Roch
Gare de Montpellier-Saint-Roch vasútállomás Franciaországban, Montpellier településen.

## Vasútvonalak
Az állomást az alábbi vasútvonalak érintik:
- Tarascon–Sète-Ville-vasútvonal
- Paulhan-Montpellier-vasútvonal

## Kapcsolódó állomások
A vasútállomáshoz az alábbi állomások vannak a legközelebb:
- Gare de Villeneuve-lès-Maguelone
- Gare de Saint-Aunès
- Gare de Lunel